# Howeta
Howeta is een geslacht van rechtvleugeligen uit de familie krekels (Gryllidae). De wetenschappelijke naam van dit geslacht is voor het eerst geldig gepubliceerd in 1985 door Otte & Rentz.

## Soorten
Het geslacht Howeta  is monotypisch en omvat slechts de volgende soort:
- Howeta pacifica (Otte & Rentz, 1985)